# Песси (Верхняя Гаронна)
Песси́ (фр. Peyssies, окс. Peishias) — коммуна во Франции, находится в регионе Юг — Пиренеи. Департамент — Верхняя Гаронна. Входит в состав кантона Карбон. Округ коммуны — Мюре.
Код INSEE коммуны — 31416.

## География
Коммуна расположена приблизительно в 630 км к югу от Парижа, в 39 км к юго-западу от Тулузы.
По территории коммуны протекает реки Луж и Пер.

## Климат
Климат умеренно-океанический. Зима мягкая и снежная, весна характеризуется сильными дождями и грозами, лето сухое и жаркое, осень солнечная. Преобладают сильные юго-восточные и северо-западные ветры.

## Население
Население коммуны на 2010 год составляло 465 человек.
| 1962 | 1968 | 1975 | 1982 | 1990 | 1999 | 2010 |
| ---- | ---- | ---- | ---- | ---- | ---- | ---- |
| 181  | 219  | 207  | 261  | 333  | 364  | 465  |

## Администрация
| Период | Период | Фамилия        | Партия                  | Примечания |
| ------ | ------ | -------------- | ----------------------- | ---------- |
| 1992   | 2008   | Роже Жирардо   | Социалистическая партия |            |
| 2008   | 2020   | Даниэль Грикза | Социалистическая партия |            |

## Экономика
В 2010 году среди 297 человек трудоспособного возраста (15—64 лет) 234 были экономически активными, 63 — неактивными (показатель активности — 78,8 %, в 1999 году было 76,2 %). Из 234 активных жителей работали 215 человек (118 мужчин и 97 женщин), безработных было 19 (6 мужчин и 13 женщин). Среди 63 неактивных 31 человек были учениками или студентами, 16 — пенсионерами, 16 были неактивными по другим причинам.

## Фотогалерея

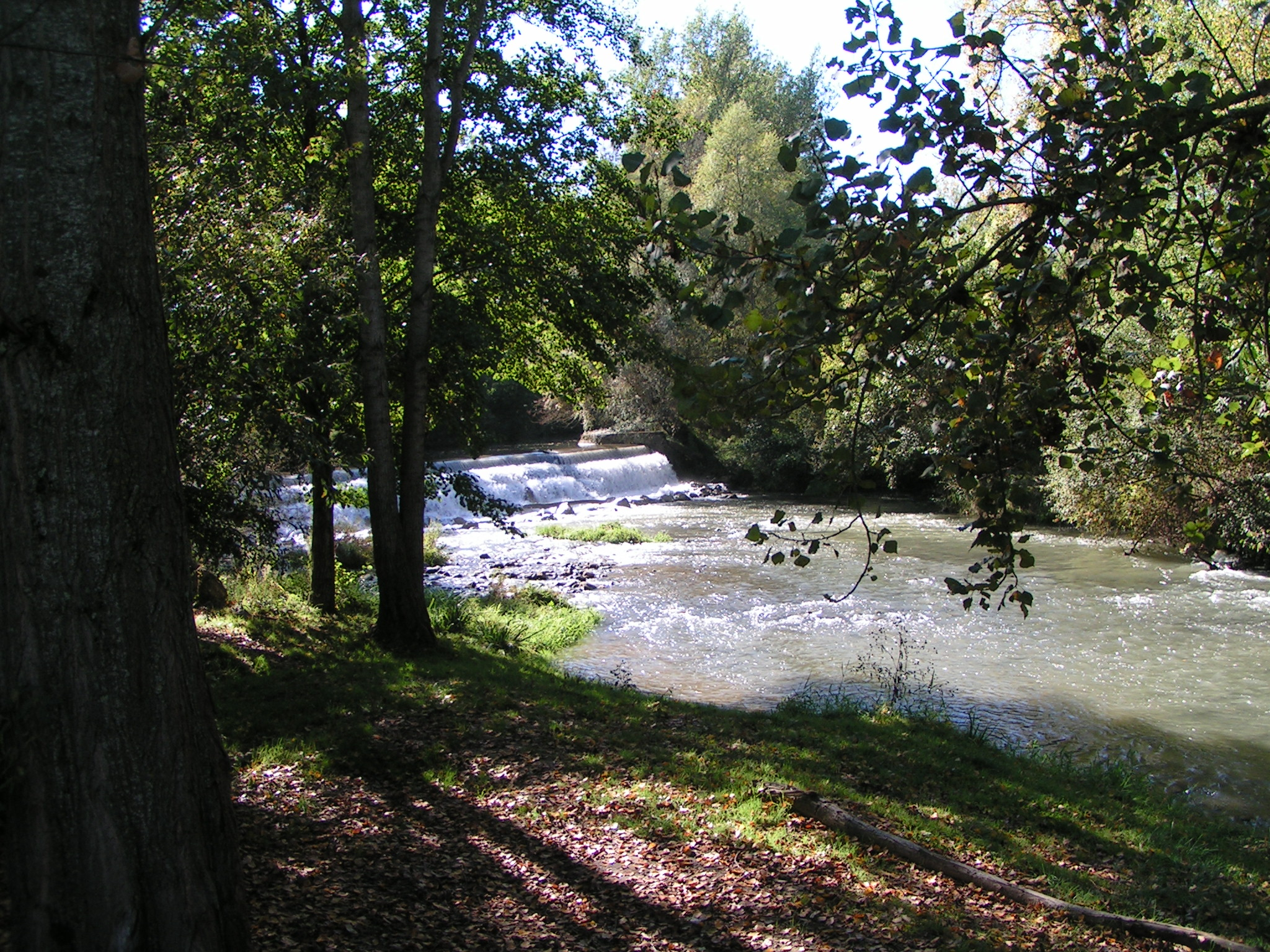
Река Луж
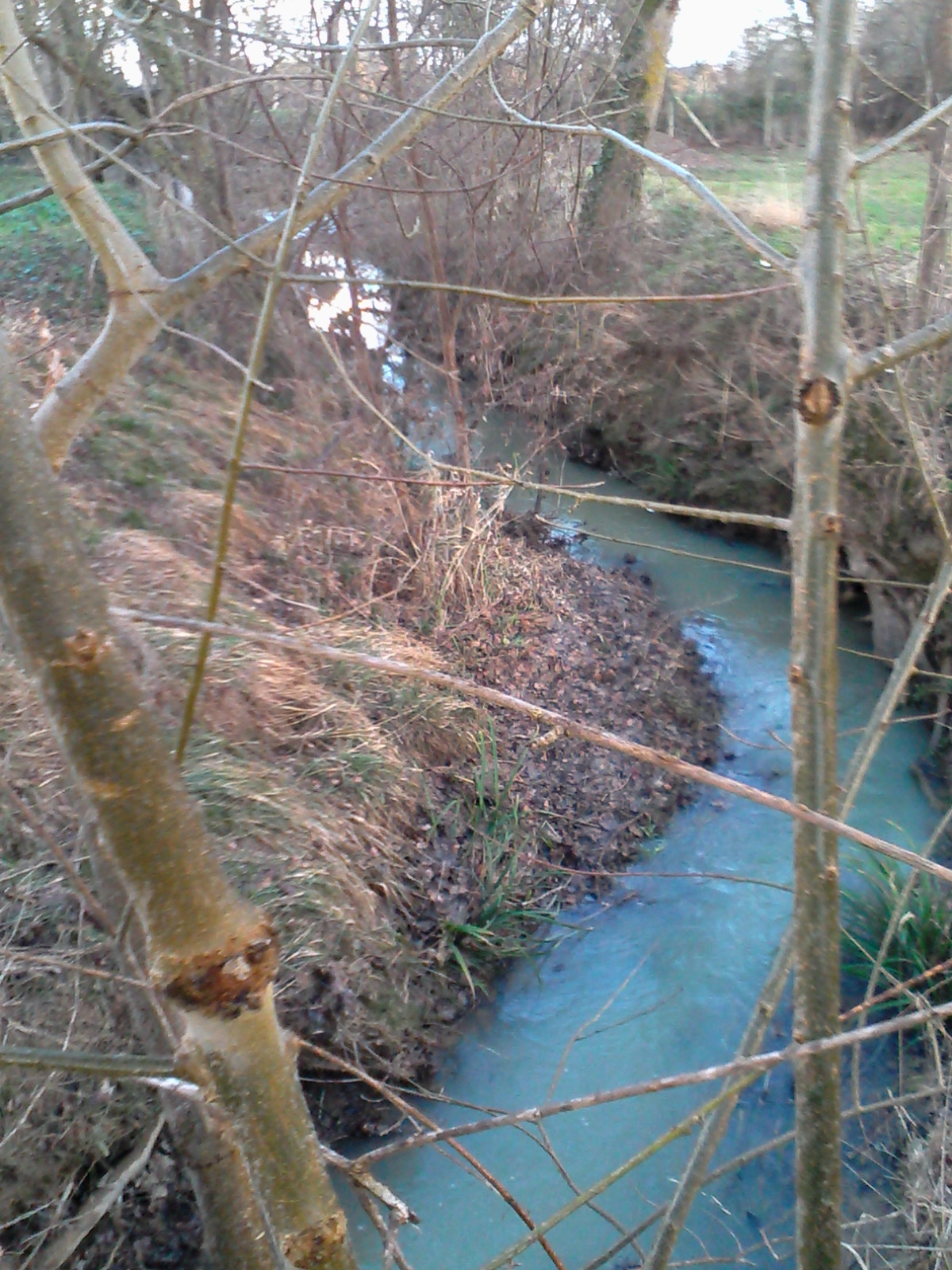
Река Пер[фр.]
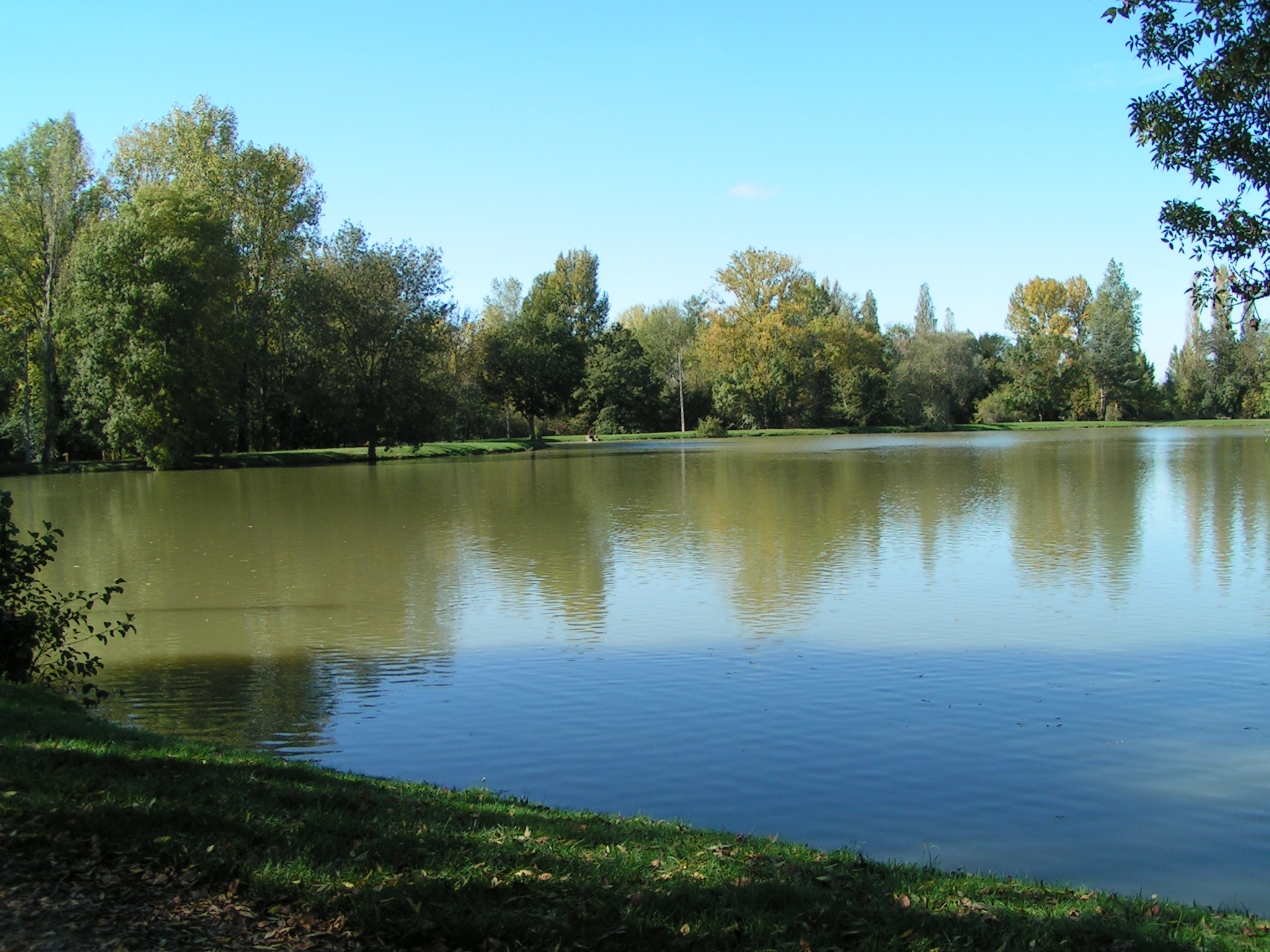
Озеро
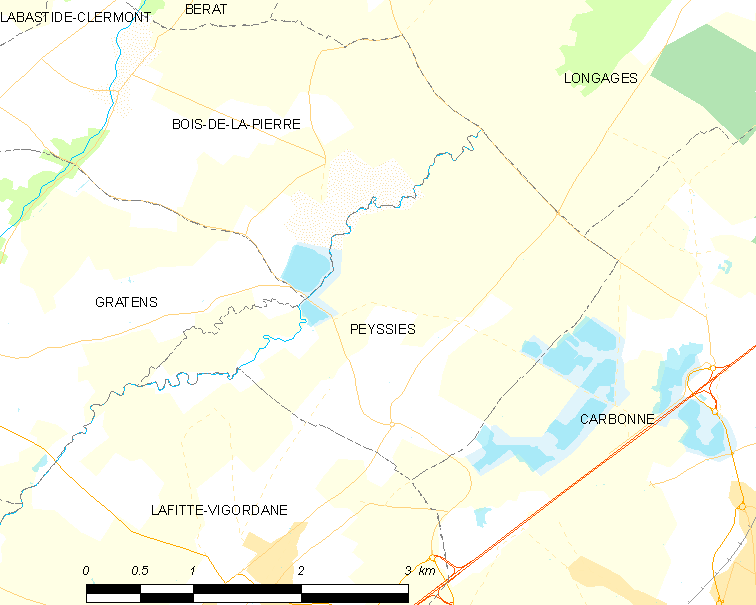
Карта коммуны